# Еберхард III фон Хелфенщайн
Еберхард III фон Хелфенщайн (на немски: Eberhard III. Graf von Helfenstein; † сл. 1229) е граф на Хелфенщайн.

## Биография
Той е третият син на граф Лудвиг I фон Шпитценберг († сл. 1200) и съпругата му фон Хелфенщайн, дъщеря, наследничка на граф Еберхард II 'Млади' фон Хелфенщайн († сл. 1140/ок. 1170). Потомък е на херцог Херман IV от Швабия († 1038) и маркграфиня Аделхайд от Суза († 1091), която е полусестра на Берта Савойска († 1087), императрица на Свещената Римска империя (1084 – 1087), съпруга на император Хайнрих IV († 1106). Племенник е на граф Готфрид фон Шпитценберг († 1190), епископ на Регенсбург (1185 – 1186), епископ на Вюрцбург (1186 – 1190). Брат е на Улрих I фон Хелфенщайн († сл. 1241), граф на Хелфенщайн (1200 – 1241) и Шпитценберг, Рудолф I фон Хелфенщайн († сл. 1212), Готфрид II фон Хелфенщайн-Зигмаринген († 1241), граф на Зигмаринген-Хелфенщайн, и Бертхолд фон Хелфенщайн († 1233, убит), епископ на Кур (1228 – 1233).
Графовете Еберхард III и брат му Улрих I са често (от 1207 или 1208) при крал Филип Швабски, император Фридрих II и при крал Хайнрих VII.

## Деца
Еберхард III фон Хелфенщайн има две деца:
- Лудвиг II фон Хелфенщайн-Шпитценберг († сл. 1278), баща на:
  - Еберхард IV фон Хелфенщайн-Шпитценберг († пр. 8 юни 1296), женен за Катарина фон Тогенбург († пр. 18 февруари 1313)
  - Агнес фон Хелфенщайн († сл. 1270)
- Агнес фон Хелфенщайн († сл. 1296), омъжена I. за граф Диполд фон Меркенберг и Айхелберг († 1270), II. за Валтер фон Урбах († сл. 1273)